# Indianapolis 500 2005
Das 89. Indianapolis 500 (offiziell 89th Running of the Indianapolis 500) auf dem Indianapolis Motor Speedway fand am 29. Mai 2005 statt und ging über eine Distanz von 200 Runden à 4,023 km, was einer Gesamtdistanz von 804,672 km entspricht.

## Startaufstellung
| Reihe | Nr. | Innen              | Nr. | Mitte             | Nr. | Außen              |
| ----- | --- | ------------------ | --- | ----------------- | --- | ------------------ |
| 1     | 11  | Tony Kanaan        | 6   | Sam Hornish Jr.   | 8   | Scott Sharp        |
| 2     | 16  | Danica Patrick     | 3   | Hélio Castroneves | 27  | Dario Franchitti   |
| 3     | 17  | Vítor Meira        | 55  | Kosuke Matsuura   | 95  | Buddy Lazier       |
| 4     | 2   | Tomáš Enge         | 4   | Tomas Scheckter   | 36  | Bruno Junqueira    |
| 5     | 9   | Scott Dixon        | 5   | Adrián Fernández  | 37  | Sébastien Bourdais |
| 6     | 26  | Dan Wheldon        | 24  | Roger Yasukawa    | 7   | Bryan Herta        |
| 7     | 10  | Darren Manning     | 70  | Richie Hearn      | 44  | Jeff Bucknum       |
| 8     | 51  | Alex Barron        | 15  | Kenny Bräck       | 33  | Ryan Briscoe       |
| 9     | 83  | Patrick Carpentier | 20  | Ed Carpenter      | 21  | Jaques Lazier      |
| 10    | 14  | A. J. Foyt IV      | 25  | Marty Roth        | 41  | Larry Foyt         |
| 11    | 22  | Jeff Ward          | 91  | Jimmy Kite        | 48  | Felipe Giaffone    |

## Klassifikationen

### Endergebnis
| Pos. | Nr. | Fahrer                 | Team                         | Chassis | Motor     | Runden       | Ø mph Quali | Start |
| ---- | --- | ---------------------- | ---------------------------- | ------- | --------- | ------------ | ----------- | ----- |
| 1    | 26  | Dan Wheldon            | Andretti Green Racing        | Dallara | Honda     | 200          | 224.308     | 16    |
| 2    | 17  | Vítor Meira            | Rahal Letterman Racing       | Panoz   | Honda     | 200          | 226.848     | 7     |
| 3    | 7   | Bryan Herta            | Andretti Green Racing        | Dallara | Honda     | 200          | 223.972     | 18    |
| 4    | 16  | Danica Patrick (R)     | Rahal Letterman Racing       | Panoz   | Honda     | 200          | 227.004     | 4     |
| 5    | 95  | Buddy Lazier (W)       | Panther Racing               | Dallara | Chevrolet | 200          | 226.353     | 9     |
| 6    | 27  | Dario Franchitti       | Andretti Green Racing        | Dallara | Honda     | 200          | 226.873     | 6     |
| 7    | 8   | Scott Sharp            | Fernandez Racing             | Panoz   | Honda     | 200          | 227.126     | 3     |
| 8    | 11  | Tony Kanaan            | Andretti Green Racing        | Dallara | Honda     | 200          | 227.566     | 1     |
| 9    | 3   | Hélio Castroneves (W)  | Team Penske                  | Dallara | Toyota    | 200          | 226.927     | 5     |
| 10   | 33  | Ryan Briscoe (R)       | Chip Ganassi Racing          | Panoz   | Toyota    | 199          | 224.080     | 24    |
| 11   | 20  | Ed Carpenter           | Vision Racing                | Dallara | Toyota    | 199          | 221.439     | 26    |
| 12   | 37  | Sébastien Bourdais (R) | Newman/Haas Racing           | Panoz   | Honda     | Unfall (198) | 224.955     | 15    |
| 13   | 51  | Alex Barron            | Team Cheever                 | Dallara | Toyota    | 197          | 221.053     | 22    |
| 14   | 5   | Adrián Fernández       | Fernandez Racing             | Panoz   | Honda     | 197          | 225.120     | 14    |
| 15   | 48  | Felipe Giaffone        | A. J. Foyt Enterprises       | Panoz   | Toyota    | 194          | 217.645     | 33    |
| 16   | 21  | Jaques Lazier          | Playa Del Racing             | Panoz   | Toyota    | 189          | 221.228     | 27    |
| 17   | 55  | Kosuke Matsuura        | Super Aguri Fernandez Racing | Panoz   | Honda     | Unfall (186) | 226.397     | 8     |
| 18   | 24  | Roger Yasukawa         | Dreyer & Reinbold Racing     | Dallara | Honda     | Defekt (167) | 224.131     | 17    |
| 19   | 2   | Tomáš Enge (R)         | Panther Racing               | Dallara | Chevrolet | Unfall (155) | 226.107     | 10    |
| 20   | 4   | Tomas Scheckter        | Panther Racing               | Dallara | Chevrolet | Unfall (154) | 226.031     | 11    |
| 21   | 83  | Patrick Carpentier (R) | Team Cheever                 | Dallara | Toyota    | Defekt (153) | 222.803     | 25    |
| 22   | 44  | Jeff Bucknum (R)       | Dreyer & Reinbold Racing     | Dallara | Honda     | Unfall (150) | 221.521     | 21    |
| 23   | 6   | Sam Hornish Jr.        | Team Penske                  | Dallara | Toyota    | Unfall (146) | 227.273     | 2     |
| 24   | 9   | Scott Dixon            | Chip Ganassi Racing          | Panoz   | Toyota    | Unfall (113) | 225.215     | 13    |
| 25   | 70  | Richie Hearn           | Sam Schmidt Motorsports      | Panoz   | Chevrolet | Unfall (112) | 222.707     | 20    |
| 26   | 15  | Kenny Bräck (W)        | Rahal Letterman Racing       | Panoz   | Honda     | Defekt (92)  | 227.598     | 23    |
| 27   | 22  | Jeff Ward              | Vision Racing                | Dallara | Toyota    | Lenkung (92) | 218.714     | 31    |
| 28   | 14  | A. J. Foyt IV          | A. J. Foyt Enterprises       | Dallara | Toyota    | Lenkung (84) | 220.442     | 28    |
| 29   | 10  | Darren Manning         | Chip Ganassi Racing          | Panoz   | Toyota    | Defekt (82)  | 223.943     | 19    |
| 30   | 36  | Bruno Junqueira        | Newman/Haas Racing           | Panoz   | Honda     | Unfall (76)  | 225.704     | 12    |
| 31   | 25  | Marty Roth             | Roth Racing                  | Dallara | Chevrolet | Lenkung (47) | 219.497     | 29    |
| 32   | 91  | Jimmy Kite             | Hemelgarn Racing             | Dallara | Toyota    | Lenkung (47) | 218.565     | 32    |
| 33   | 41  | Larry Foyt             | A. J. Foyt Enterprises       | Dallara | Toyota    | Unfall (14)  | 219.396     | 30    |

(R)=Rookie / (W)=früherer Gewinner / Reifen: alle mit Firestone / Gelbphasen: 8 für 46 Runden

## Führungsrunden
| Fahrer           | Team                   | Anzahl |
| ---------------- | ---------------------- | ------ |
| Sam Hornish Jr.  | Team Penske            | 77     |
| Tony Kanaan      | Andretti Green Racing  | 54     |
| Dan Wheldon      | Andretti Green Racing  | 30     |
| Danica Patrick   | Rahal Letterman Racing | 19     |
| Dario Franchitti | Andretti Green Racing  | 15     |
| Vítor Meira      | Rahal Letterman Racing | 3      |
| Bruno Junqueira  | Newman/Haas Racing     | 2      |